# 貴族世家
貴族世家企業股份有限公司是台灣的連鎖牛排餐廳公司，於1995年由林士欽創立於台北縣板橋市（現新北市板橋區）。
1976年，孫東寶在台北八德路上的路邊攤首創台式鐵板牛排，徒弟林士欽為草創時期的員工，他從洗碗工開始做起，後來成為第一個加盟主，並於1995年於自創貴族世家，剛開始以附餐前酒的中階傳統西餐牛排館方式經營，爾後為了推廣客層，調整品項價位，並開發吃到飽自助沙拉吧，逐漸變成台灣平價牛排館品牌翹楚。主要採加盟店方式拓展店面，全盛時期在台灣有兩百餘店，但後來因市場環境變化，在2018年時僅剩62家。
2003年起，也進入中國大陸，於福建省福州市成立中國大陸的第一家店面，2017年時在中國大陸有近70家店面。

## 外部連結
- 貴族世家牛排(台灣) （页面存档备份，存于）
  - 貴族世家的Facebook專頁
- 貴族世家牛排官方網站(中國) （页面存档备份，存于）